# The Gaming House
The Gaming House (abreviado TGH) fue un programa de televisión español presentado por Sergio Perela y Cristina Cristinini López. Se emitió del 22 de febrero de 2017 al 19 de diciembre de 2018 en Movistar eSports, Movistar Deportes 1, Movistar Deportes 2, #0 y #Vamos, todos de la plataforma Movistar+. En internet pudo verse a través de YouTube. El espacio estuvo dedicado a la actualidad de los eSports (deportes electrónicos).

## Formato
El espacio mostró las competiciones más importantes, información sobre los equipos y jugadores más destacados y las últimas novedades en el mundo de los deportes electrónicos. Se grabó en el plató de Movistar Stadium.

## Historia del programa
The Gaming House se estrenó el 22 de febrero de 2017 en Movistar Deportes 1 con Sergio Perela como presentador. Posteriormente se emitió también en Movistar eSports, Movistar Deportes 2, #0 y #Vamos, todos ellos de la plataforma Movistar+. El 8 de marzo de 2018 se estrenó además el  espacio The Gaming House Bonus (abreviado como TGH Bonus) a través de Twitch, presentado también por Sergio Perela e ideado como complemento al programa. El 19 de diciembre de 2018, tras 97 episodios, se emitió el último programa. 

## Equipo
El programa estuvo producido por Movistar+ y Game TV.
- Sergio Perela (2017-2018), presentador y subdirector.
- Cristina Cristinini López (2017-2018), presentadora.
- Eduardo Keireth Granado (2018), director.
- Sergio González Pulgar (2017-2018), director.
- Carlos J. González (2017), director.
- Ramón Novoa, Ángela López, Javier M. Gavilán y Pablo Posada (2017-2018), realizadores.
- Ricardo Sierra, (2017-2018), delegado de contenidos de Movistar+.
- Ander Gómez, (2017-2018), productor delegado de Movistar+.
- Fran Galera, (2018), productor delegado de Movistar+.